# Генэйкозафтордецилиодид
Генэйкозафтордецилиодид — перфторированный алкилгалогенид состава C10F21I, применяемый в органическом синтезе для получения различных перфторированных соединений.

## Получение
Генэйкозафтордецилиодид доступен коммерчески. При необходимости его можно очистить простой перегонкой в вакууме (его температура кипения при 45 мм рт. ст. равна 102 °С).

## Строение и физические свойства
Генэйкозафтордецилиодид относится к фторированным соединениям с высоким содержанием фтора («heavy fluorous compounds»). Как следствие, он малорастворим в обычных органических растворителях, и для проведения реакций с его участием используют сорастворитель трифтортолуол. Генэйкозафтордецилиодид даёт в 19F ЯМР-спектре следующие резонансные сигналы: −126,8 (2F), −123,2 (2F), −122,4 (2F), −122,3 (6F), −121,4 (2F), −113,7 (2F), −81,4 (3F), −59,6 (2F) м. д.

## Химические свойства

### Генерирование металлорганических соединений
Генэйкозафтордецилиодид является полезным реагентом для генерирования перфторированных металлорганических соединений и радикальных частиц. К металлорганическим соединениям относятся:
- перфторалкиллитиевые (RFLi);
- перфторалкилмагниевые (RFMgX);
- перфторалкилкупратные (RFCu);
- перфторалкилцинковые реагенты (RFZnX)[1].

Первые два типа соединений неустойчивы при комнатной температуре, и их получают при отрицательных температурах по реакции перфторалкилиодидов с реагентами типа R'Li или R'MgBr. Далее такие реагенты можно вводить в обычные превращения реактивов Гриньяра, например присоединять к альдегидам.
{\displaystyle {\mathsf {R_{F}I+R'Li{\xrightarrow[{Et_{2}O}]{}}R_{F}Li+R'I}}}
Перфторкупратные реагенты получают по реакции соответствующих иодидов и металлической медью в присутствии диметилформамида, диметилсульфоксида, пиридина или другого координирующего растворителя. Далее эти соединения служат для введения перфторалкильного фрагмента в ароматические соединения. Для получения перфторцинковых реагентов используют цинк либо цинк-медную пару.
Генэйкозафтордецилиодид применяют также в реакциях, катализируемых переходными металлами. При взаимодействии с комплексами металлов в низшей степени окисления происходит окислительное присоединение этого реагента к комплексообразователю. Далее возможно проведение, например, реакции кросс-сочетания.

### Генерирование радикальных частиц
В присутствии AIBN или другого радикального инициатора генэйкозафтордецилиодид образует генэйкозафтордецильный радикал, который является ключевым реагентом в реакциях радикального присоединения. Также для генерирования радикалов успешно применяют фотохимические подходы.